# Braulio E. Dujali
Braulio E. Dujali ist eine philippinische Stadtgemeinde in der Provinz Davao del Norte. Sie hat 30.104 Einwohner (Zensus 1. August 2015).

## Baranggays
Braulio E. Dujali ist politisch in fünf Baranggays unterteilt.
- Cabay-Angan
- Dujali
- Magupising
- New Casay
- Tanglaw